# John Wolfe

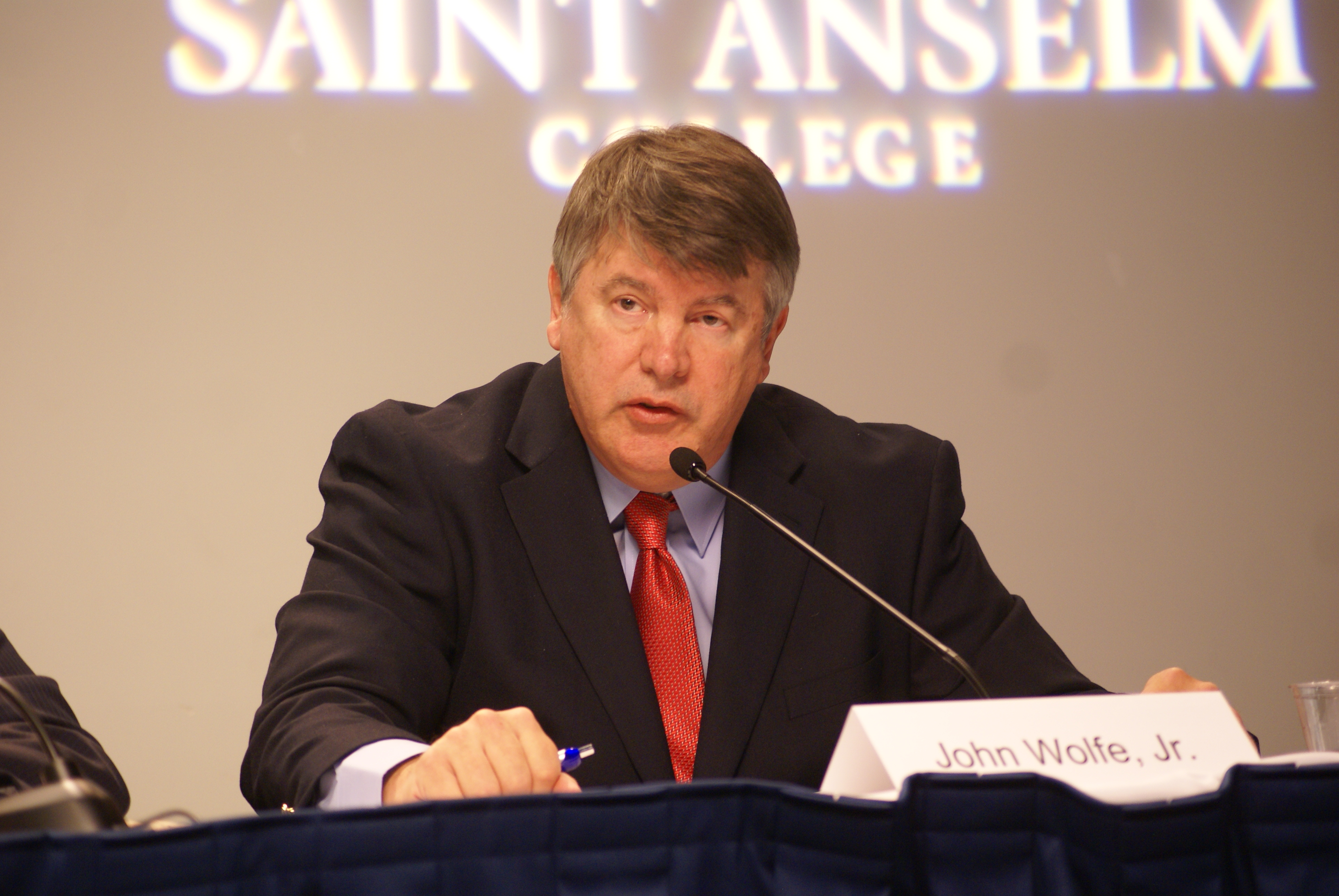
John Wolfe beim lesser known candidates forum 2012

John McConnell Wolfe, Jr. (* 21. April 1954 in Nashville; † 4. September 2023) war ein US-amerikanischer Rechtsanwalt und mehrfacher Kandidat für politische Ämter. Er forderte Barack Obama bei den Vorwahlen zur Präsidentschaftskandidatur 2012 in mehreren Bundesstaaten heraus.

## Leben
John Wolfe wurde am 21. April 1954 in Nashville geboren. Seinen Abschluss in Rechtswissenschaft machte er am College of Law der University of Tennessee. Er ist als Rechtsanwalt tätig und lebt in Chattanooga, Tennessee.

## Politik

### Wahlen zum Repräsentantenhaus
Wolfe bewarb sich 1998 erfolglos um die Nominierung der Kandidatur der Demokraten für den 3. Distrikt zu den Wahlen zum Repräsentantenhaus der Vereinigten Staaten. 2002 trat er erneut zur Wahl für den 3. Distrikt an, diesmal als offizieller Kandidat der Demokraten. Mit 34 Prozent der Stimmen verlor er die Wahl gegen Zach Wamp – gegen den er 2004 erneut antrat und diesmal mit 33 % der Stimmen verlor. Am 5. August 2010 gewann John Wolfe die demokratischen Vorwahlen gegen drei weitere Bewerber und trat erneut zur Wahl im 3. Distrikt an. Er unterlag in der Wahl Chuck Fleischmann mit 28 % zu 57 % der Stimmen.

### Präsidentschafts-Kampagne 2012

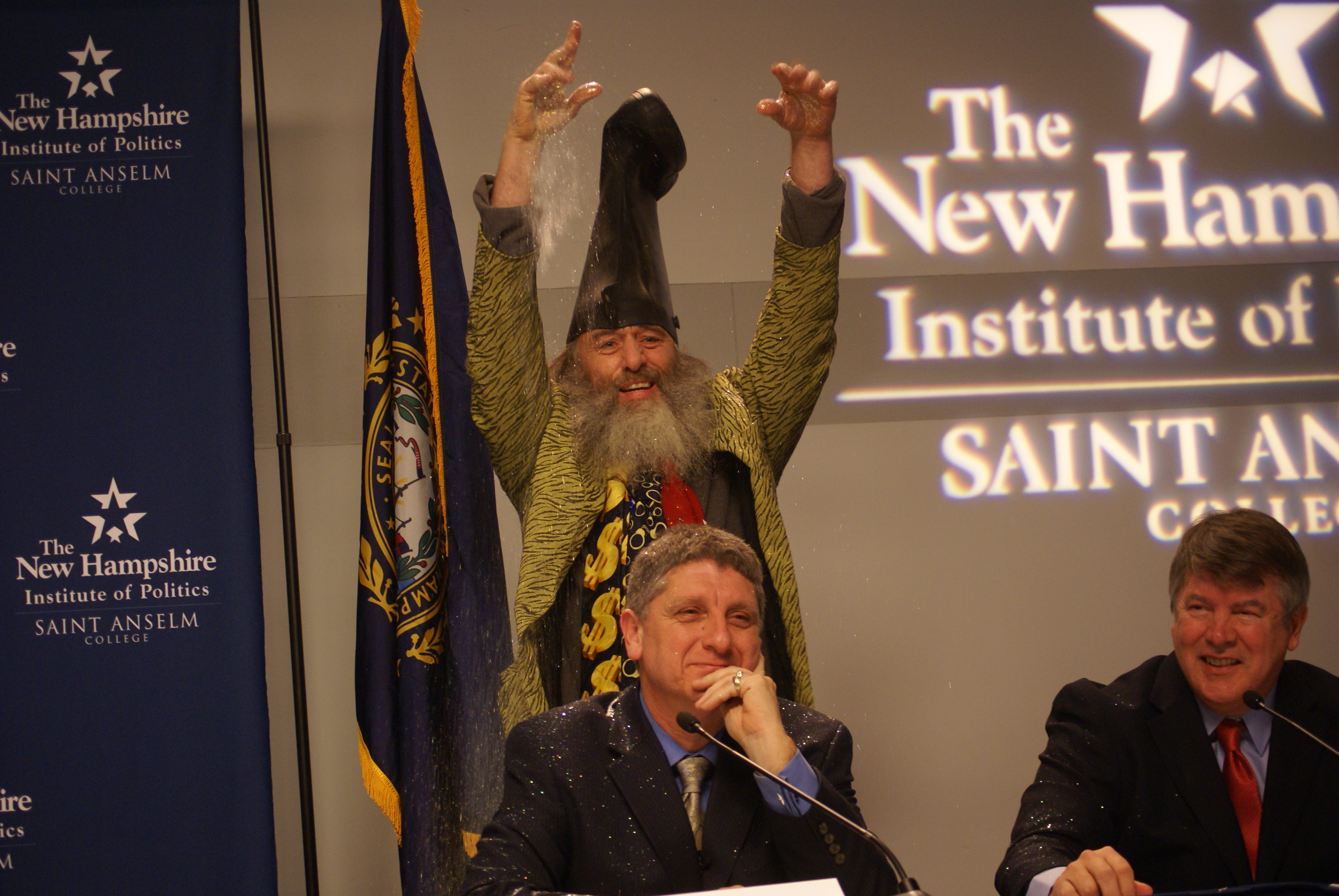
Vermin Supreme glitterbombs Randall Terry, rechts John Wolfe

Am 27. Oktober 2011 erklärte John Wolfe, dass er an den Vorwahlen zur Präsidentschaftskandidatur der Demokraten teilnehmen wird, galt jedoch als völlig aussichtslos. Er plädiert für ein Gesundheitssystem, das den europäischen ähnlich ist und befürwortet das Recht auf Abtreibung. Zudem schlägt er die Besteuerung von Derivaten, je hälftig von Käufer und Verkäufer zu tragen, vor.
Ab Anfang Dezember 2011 warb Wolfe in Radio und Zeitungen für seine Kampagne. Darunter war auch eine Zeitungsanzeige, in der er Newt Gingrich 10.000 $ für eine öffentliche Debatte über Israel, Krieg, Öl und den Frieden im Nahen Osten bot. Die Anzeige begann mit: Newt Gingrich sagt, die Palästinenser seien ein „erfundenes Volk.“ Wir denken, Newt erfindet Fakten. Wieder einmal. John Wolfe nahm am 19. Dezember 2011 beim lesser known candidates forum am New Hampshire Institute of Politics des Saint Anselm Colleges teil, bei der er auf Grund seines Platzes neben Randall Terry von Vermin Supremes Glitterbomb gegen Randall Terry teilweise mitbetroffen war.
Wolfe trat nur in New Hampshire, Louisiana, Missouri, Arkansas, Kentucky, West Virginia und Texas an. In New Hampshire bekam er nur 245 Stimmen (0,40 %), womit er weit abgeschlagen auf Platz 16 landete. Völlig überraschend bekam er in Louisiana 17.804 Stimmen (11,82 %), in einigen Countys bekam er mehr als 20 % der Stimmen. Das sicherte ihm mindestens drei Delegierte. Nachdem klar war, dass Wolfe mindestens drei Delegierte auf sich verpflichten konnte, verlangte der unterlegene Kandidat Darcy Richardson die Entfernung Wolfes vom Stimmzettel in Texas, auf Grund des Fehlens der gesetzlich vorgeschriebenen Offenlegung der Wahlkampfkosten, welches mit dem von Präsidenten verlangten Eid auf die Verfassung nicht vereinbar wäre.
Nach dem Achtungserfolg in Louisiana erhielt Wolfe überregionale Aufmerksamkeit vor den Vorwahlen im Bundesstaat Arkansas durch seine Kritik an der Politik Obamas. In Arkansas erreichte Wolf dann 42 % der Stimmen und gewann mehrere Countys – was ihm theoretisch 19 Delegierte verpflichtet hätte. Insgesamt konnte Wolfe 23 Delegierte auf sich verpflichten. Das Ergebnis wurde weltweit als Peinlichkeit für Barack Obama kommentiert. Aus formalen Gründen, u. a. da er es versäumt hatte, die Delegierten vor der Wahl namentlich zu benennen, wurden diese für die Democratic National Convention nicht anerkannt. Eine Klage dagegen wurde abgewiesen.

### Weitere Wahlen
2001 verlor Wolfe die Bürgermeisterwahlen in Chattanooga. Die Wahl gewann Bob Corker, John Wolf erreichte nur 2,8 Prozent der Stimmen.
2007 verlor er mit 33 % der Stimmen eine Nachwahl um einen Sitz im Senat von Tennessee. Dabei legt er seine Wahlkampffinanzierung nicht korrekt offen, was zu einer Strafe von 10.000 $ durch das Tennessee Bureau of Ethics and Campaign Finance führte und den Ausschluss von Wahlen in Tennessee bis zur Zahlung der Strafe, was bis mindestens Dezember 2011 nicht geschehen war, zur Folge hatte.
2015 meldete Wolfe seine Kandidatur für die demokratischen Vorwahlen zum Präsidenten in Arkansas an. Er erreichte nur gut 1 % der Stimmen.